# マース川

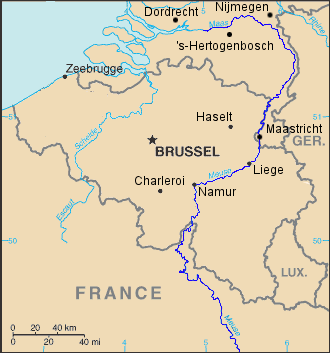

マース川（マースがわ、フランス語:Meuse、ワロン語: Mouze、リンブルフ語:Maos、オランダ語:Maas ）は、フランス北東部を水源としベルギーを流れオランダで北海へ注ぐ川である。

## 概説
9世紀頃よりアルザス、ロレーヌ地方がフランスに併合されることとなるヴェストファーレン条約が締結された1648年まで、神聖ローマ帝国の西の国境線がこの河川であった。このことよりドイツ国歌「ドイツの歌」の歌詞の1番にて「マース川からメーメル川まで」とその領土範囲を郷愁的に歌っていることでも有名である（1番は現在のドイツでは国歌とされていない）。また、流域であるベルギーのワロン工業地帯は欧州大陸で最初に産業革命が始まったところとしても知られている。
オランダのナイメーヘン付近でマース・ワール運河によりライン川と接続され、フランスでは運河網によってセーヌ川とも通じている。北海に注ぐ河口部では、オランダの大規模治水計画であるデルタ計画により可動堰や防潮水門等で水位制御されている。
オランダ南東部の牧草地が多いマース川渓谷は2018年にユネスコの生物圏保護区に指定され、下流部のライン・マース・スヘルデ三角州にあるビースボス国立公園にホシハジロ、ミミカイツブリなどが生息し、河口付近のフォールネス砂丘にヘラサギ、カワウなどが生息し、分流のホランス・ディープ川、ハーリングフリート川、シロチドリやアジサシなどが生息しているフォルケラク川、グレーヴェリンゲン湖およびオナガガモ、ゼニガタアザラシ、ハイイロアザラシなどが生息している北海沿岸のフォールデルタはラムサール条約登録地である。

## 流域の自治体・都市
フランス
オート＝マルヌ県
ヴォージュ県：ヌフシャトー
ムーズ県：コメルシ、サンミイエル、ヴェルダン、ステナイ
アルデンヌ県：スダン、シャルルヴィル＝メジエール、ジヴェ
 ベルギー
ナミュール州：ディナン、ナミュール
リエージュ州：リエージュ
リンブルフ州：マーサイク、マースメヘレン
 オランダ
リンブルフ州：マーストリヒト
北ブラバント州：ボクスメール、フースデン
ヘルダーラント州：マースドリール

## 支流
- サンブル川 - ナミュールでマース川に合流する
- ルーア川（オランダ語版） - ルールモントでマース川に合流する。全長164.5kmで、ベルギーからドイツを経由してオランダへ向かう。
- ベルフセ・マース川 - フースデン（英語版）でマース川が2つに分流したうちの南側の川。下流でアメル川に合流し北海へ注ぐ。全長29km。
- アフヘダムセ・マース川（オランダ語版）（Afgedamde Maas） - フースデンでマース川が2つに分流したうちの北側の川。下流でワール川に合流しロッテルダム付近を経由して北海へ注ぐ。全長19km。

## 流域の写真

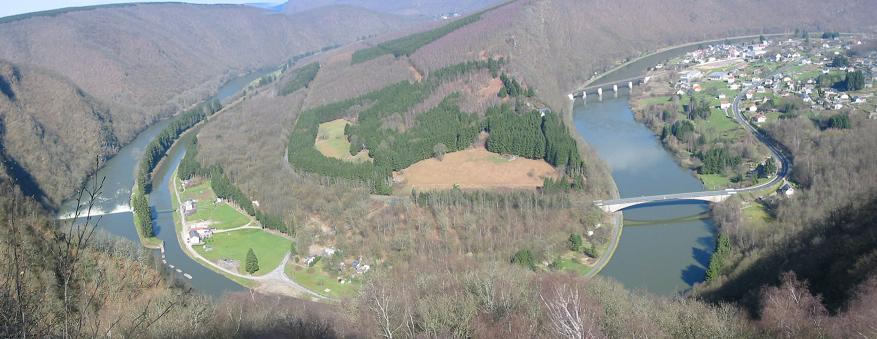
フランスのアルデンヌ県
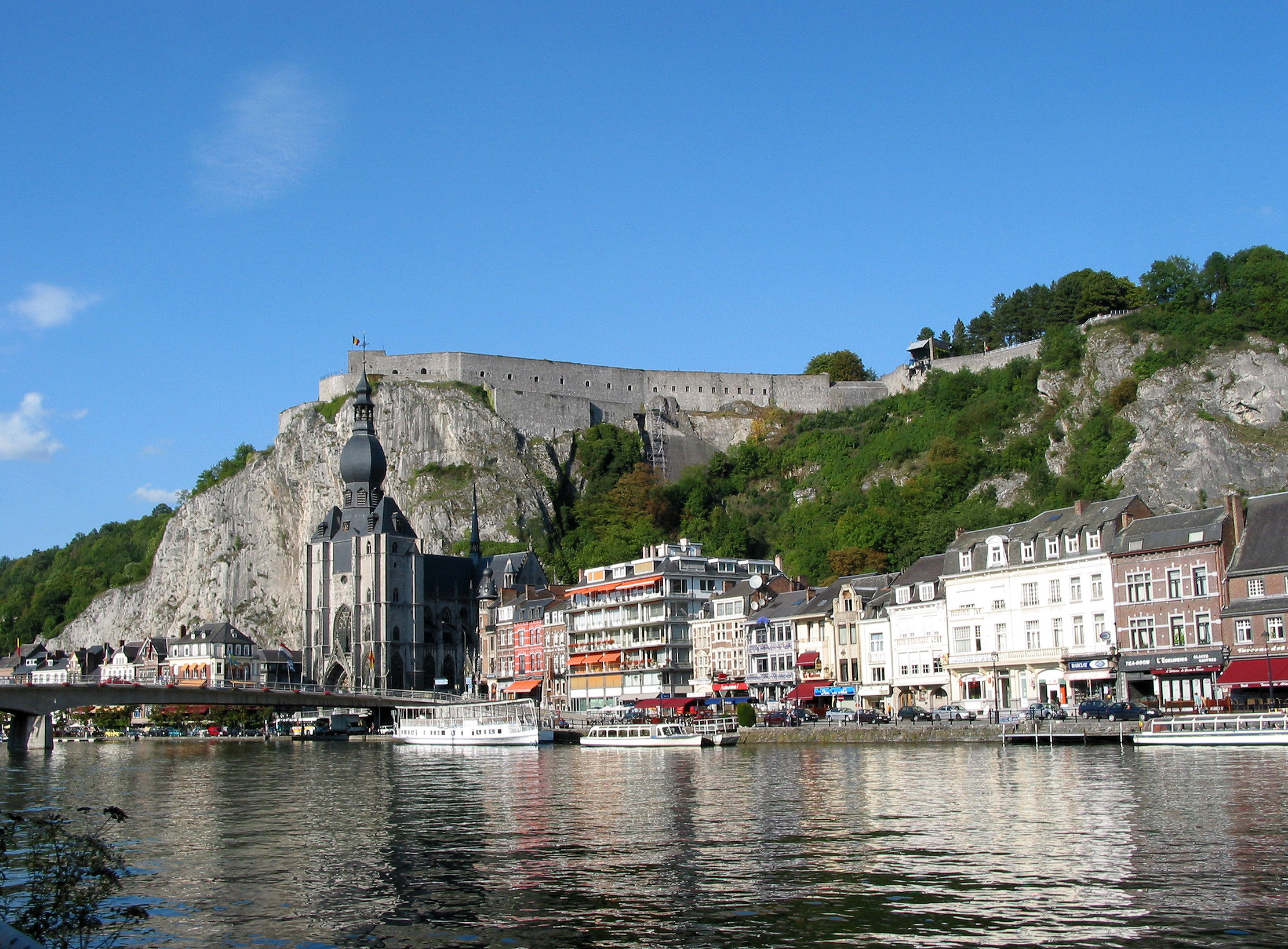
ベルギーのディナン
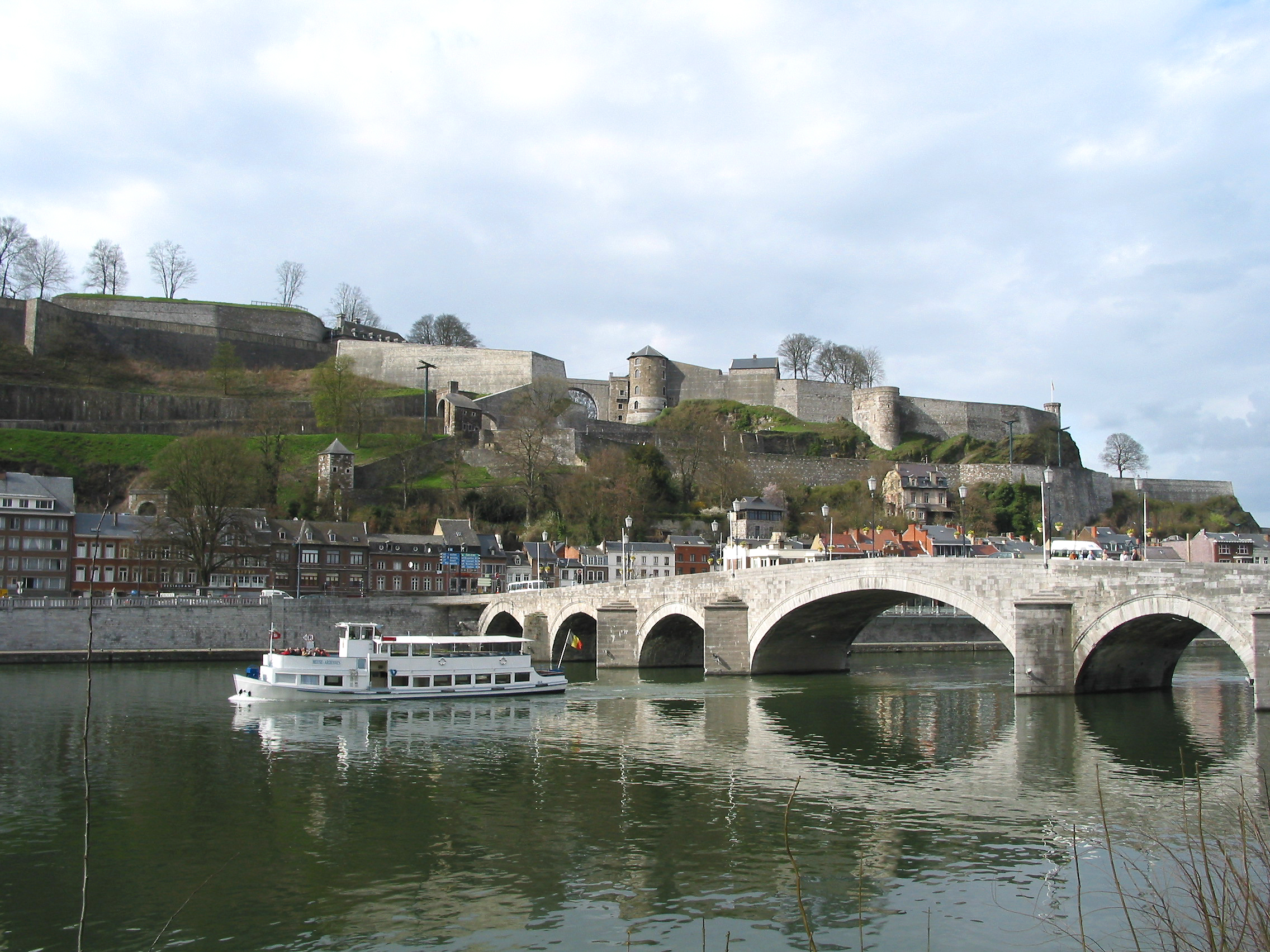
ベルギーのナミュール
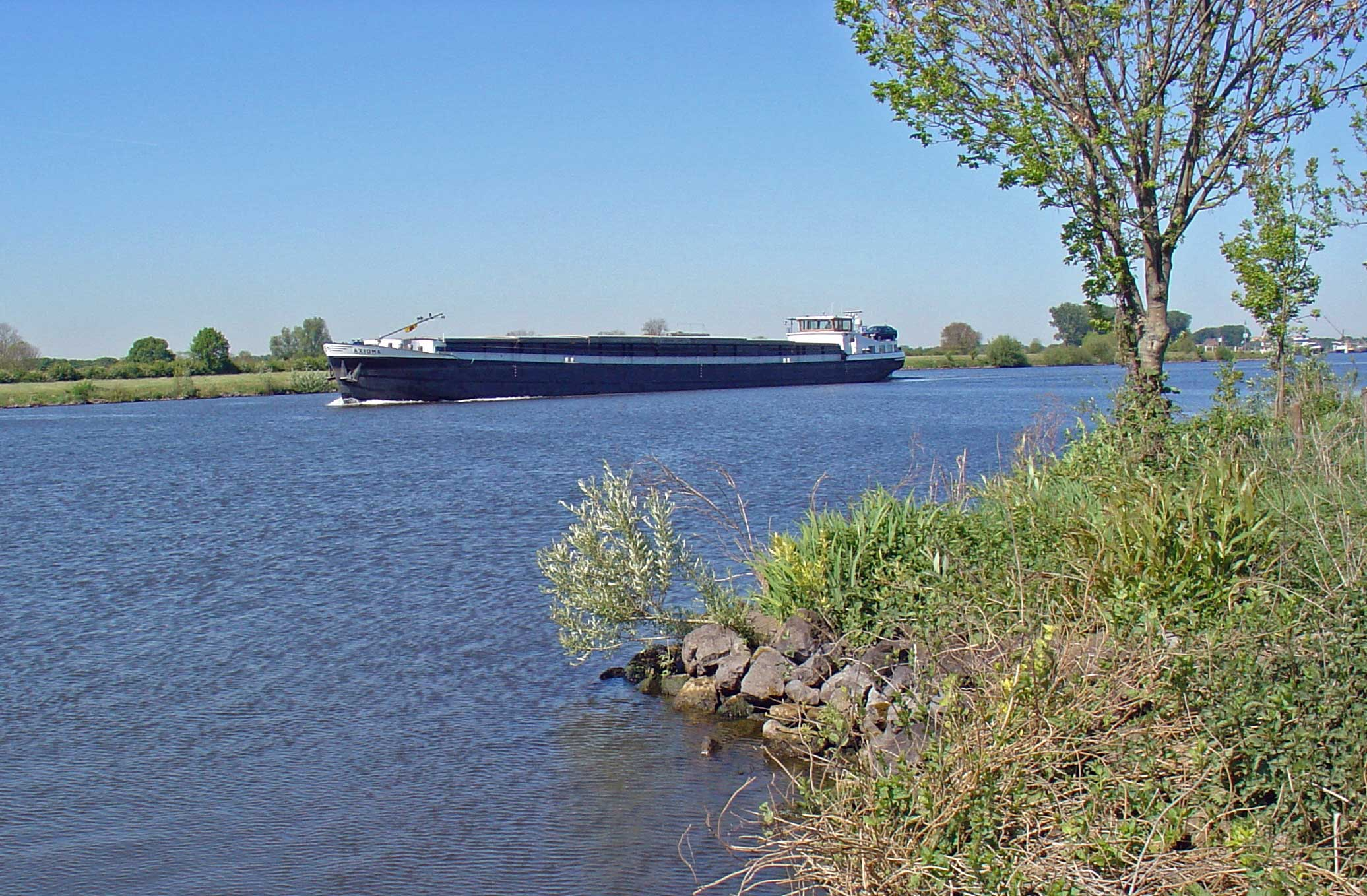
オランダのアフェルデン付近
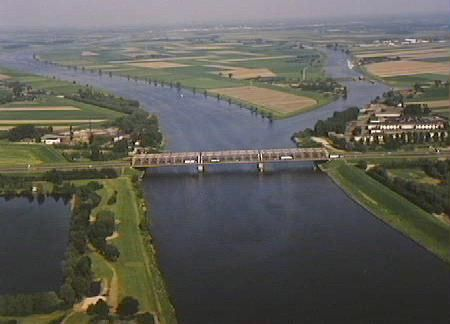
ベルフセ・マース川とアフヘダムセ・マース川に分流する地点
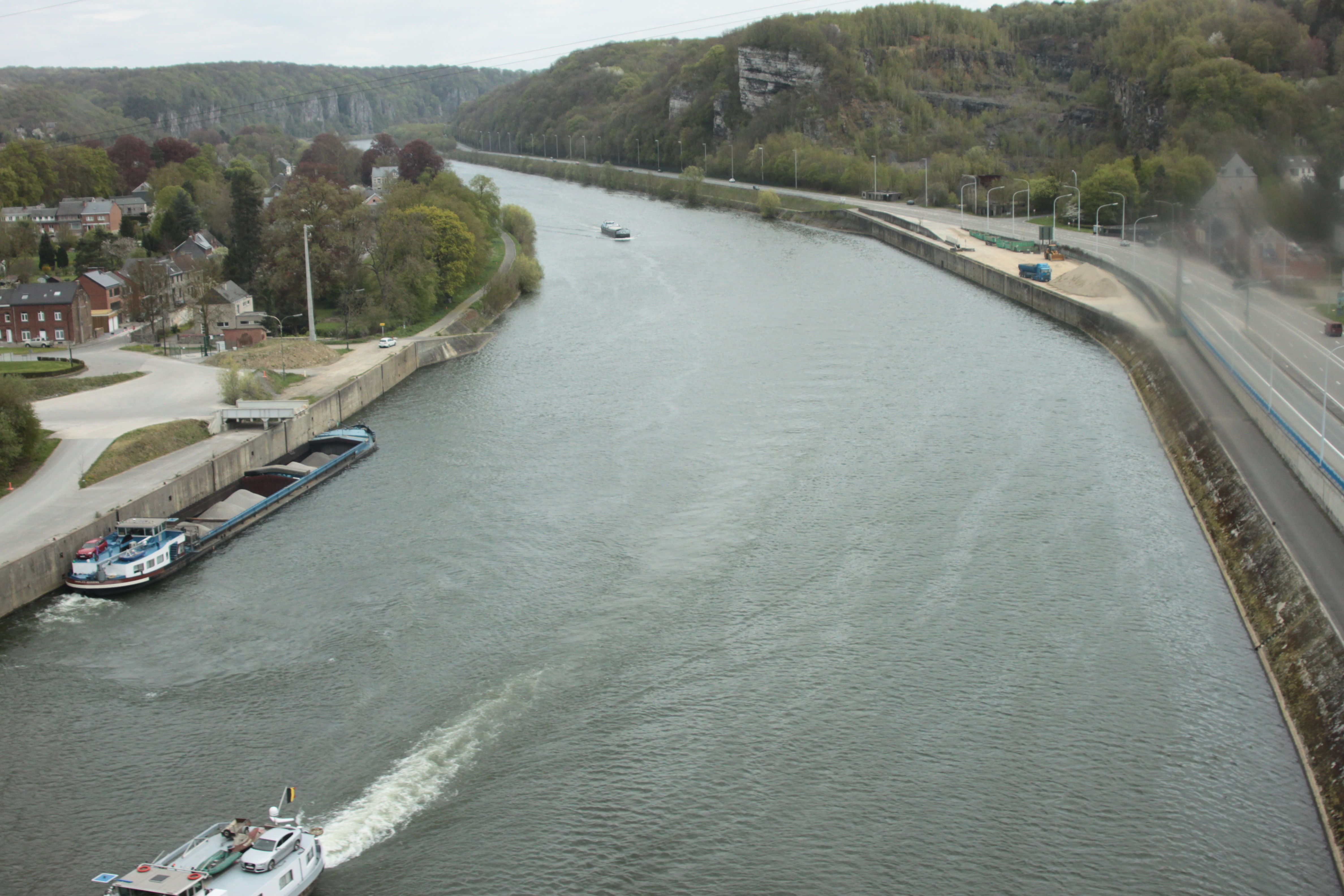
バルジの戦いでドイツ軍の第一目標となっていた地域の現景.